# Винтертур (футбольный клуб)
«Винтертур» — швейцарский футбольный клуб из одноимённого города. Основан в 1896 году, домашние матчи проводит на стадионе «Шютценвизе». Клуб является трёхкратным чемпионом Швейцарии. Выступает в Суперлиге, высшем по силе дивизионе страны.

## История
Команда основана 10 мая 1896 года студентами местного технического вуза. Через три года клуб присоединяется к Швейцарскому футбольному союзу. В 1901 году «Винтертур» объединился с местным клубом гимназистов. 19 мая 1902 года команда впервые провела международный матч. Соперником стал немецкий «Карлсруэ», которого швейцарцы одолели со счётом 6:1.
Команда дебютировала в чемпионате Швейцарии в сезоне 1902/03. «Винтертур» трижды становился чемпионом страны (в 1906, 1908 и 1917 годах). Команда принимал участие в Кубке сэра Томаса Липтона 1909 года, который считается первым клубным европейским футбольным соревнованием. Швейцарцы тогда дошли до финала, где уступили английскому «Вест Окленду» (0:2).
В 1968 и 1975 годах команда доходила до финала Кубка Швейцарии, а в 1972 и 1973 годах — до финала Кубка лиги. Кроме того, «Винтертур» пять раз (1970—1975) принимал участие в Кубке Интертото.
В сезоне 1976/77 команда заняла последнее место в чемпионате Швейцарии и вылетела в низший дивизион. С тех пор команда является неизменным участником Челлендж-лиги (второго по значимости дивизиона страны). В сезоне 2005/06 команда боролась за выживание в турнире, но тем не менее дошла до полуфинала Кубка Швейцарии, обыграв по ходу турнира «Люцерн» и «Серветт», однако проиграв будущему победителю турнира — «Сьону».
После ничьи в товарищеской игре с московским «Спартаком» (2:2), состоявшейся 8 июля 2014 года, руководство «Винтертура» отправило в отставку главного тренера Боро Кузмановича, который возглавлял команду в течение пяти лет. Новым тренером стал немец Юрген Зеебергер.

## Стадион

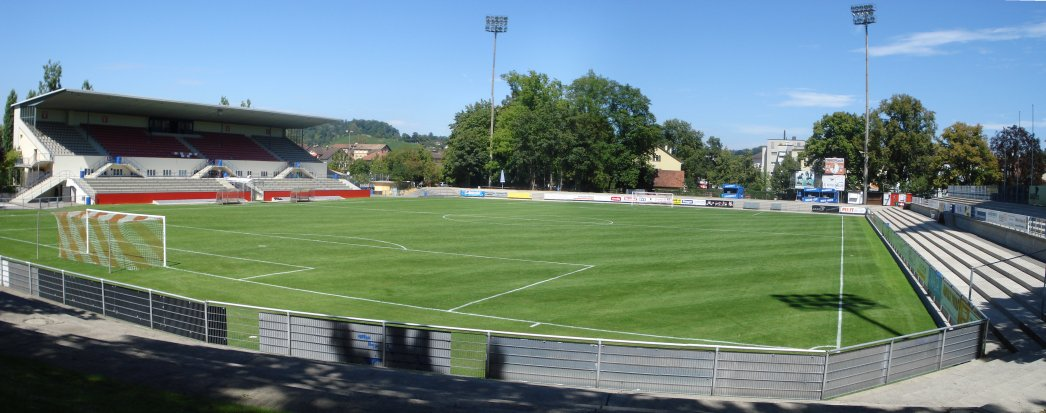
Стадион в 2007 году

«Винтертур» играет на стадионе «Шютценвизе», построенном в 1900 году и вмещающем 8,5 тысяч зрителей.

## Достижения
- Чемпион Швейцарии (3): 1906, 1908, 1917
- Финалист Кубка Швейцарии (2): 1968, 1975
- Финалист Кубка лиги (2): 1972, 1973

## Главные тренеры
- Отто Луттроп (1986—1987)
- Вольфганг Франк (1992—1993)
- Мартин Руэда (2000—2001)
- Рене Вайлер (2002)
- Боро Кузманович (2009—2014)
- Юрген Зеебергер (2014—2015)
- Умберто Романо (2017)
- Ральф Лоозе (2018—2021)
- Александр Фрай (2021—2022)
- Бруно Бернер (с 2022)

## Статистика

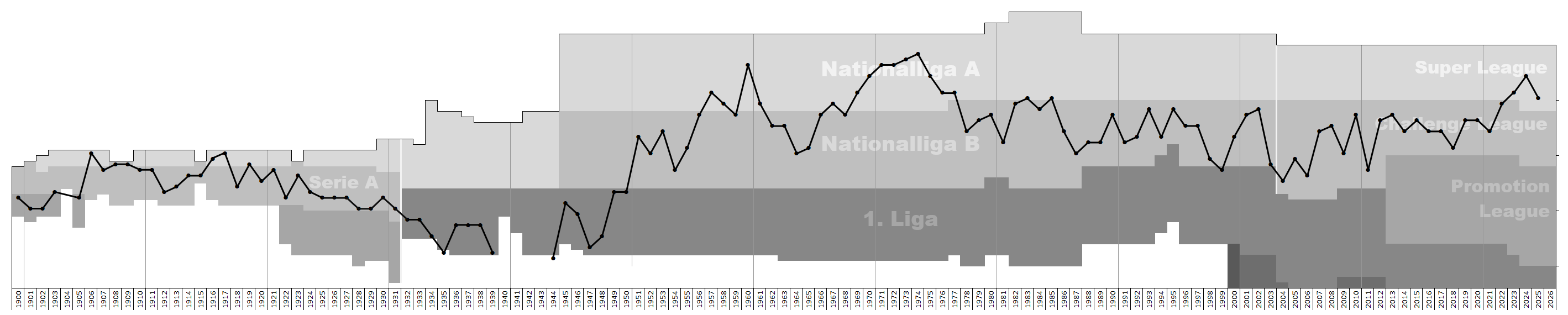
Статистика выступлений клуба в чемпионате Швейцарии

| Сезон   | Дивизион      | Место в чемпионате | И  | В  | Н  | П  | ГЗ | ГП | О  | Кубок Швейцарии | Примечание |
| ------- | ------------- | ------------------ | -- | -- | -- | -- | -- | -- | -- | --------------- | ---------- |
| 2003/04 | Челлендж-лига | 15 из 17           | 32 | 8  | 6  | 18 | 38 | 47 | 40 | 1/8 финала      | [ 3 ]      |
| 2004/05 | Челлендж-лига | 11 из 18           | 34 | 11 | 8  | 15 | 46 | 53 | 41 | 1/16 финала     | [ 4 ]      |
| 2005/06 | Челлендж-лига | 14 из 18           | 34 | 10 | 7  | 17 | 62 | 53 | 37 | Полуфинал       | [ 5 ]      |
| 2006/07 | Челлендж-лига | 6 из 18            | 34 | 17 | 4  | 13 | 60 | 47 | 55 | 1/8 финала      | [ 6 ]      |
| 2007/08 | Челлендж-лига | 5 из 18            | 34 | 14 | 9  | 11 | 59 | 56 | 51 | 1/16 финала     | [ 7 ]      |
| 2008/09 | Челлендж-лига | 10 из 16           | 30 | 9  | 9  | 12 | 46 | 46 | 36 | 1/32 финала     | [ 8 ]      |
| 2009/10 | Челлендж-лига | 3 из 16            | 30 | 16 | 8  | 6  | 69 | 46 | 56 | 1/8 финала      | [ 9 ]      |
| 2010/11 | Челлендж-лига | 13 из 16           | 30 | 8  | 8  | 14 | 42 | 51 | 32 | Раунд 2         | [ 10 ]     |
| 2011/12 | Челлендж-лига | 4 из 16            | 30 | 15 | 8  | 7  | 44 | 29 | 53 | Полуфинал       | [ 11 ]     |
| 2012/13 | Челлендж-лига | 3 из 10            | 36 | 19 | 5  | 12 | 61 | 43 | 62 | 1/16 финала     | [ 12 ]     |
| 2013/14 | Челлендж-лига | 6 из 10            | 36 | 11 | 9  | 16 | 45 | 50 | 42 | 1/32 финала     | [ 13 ]     |
| 2014/15 | Челлендж-лига | 4 из 10            | 36 | 15 | 8  | 13 | 65 | 49 | 53 | 1/16 финала     | [ 14 ]     |
| 2015/16 | Челлендж-лига | 6 из 10            | 34 | 12 | 7  | 15 | 40 | 49 | 43 | 1/8 финала      | [ 15 ]     |
| 2016/17 | Челлендж-лига | 6 из 10            | 36 | 11 | 8  | 17 | 45 | 62 | 41 | Полуфинал       | [ 16 ]     |
| 2017/18 | Челлендж-лига | 9 из 10            | 36 | 7  | 11 | 18 | 45 | 60 | 32 | Раунд 2         | [ 17 ]     |
| 2018/19 | Челлендж-лига | 4 из 10            | 36 | 16 | 8  | 12 | 57 | 51 | 56 | 1/8 финала      | [ 18 ]     |
| 2019/20 | Челлендж-лига | 4 из 10            | 36 | 15 | 10 | 11 | 56 | 58 | 55 |                 | [ 19 ]     |